# Chad Denny
Pour les articles homonymes, voir Denny.
Chad Denny (né le 27 mars 1987 à Eskasoni First Nation dans la province de la Nouvelle-Écosse au Canada) est un joueur de hockey sur glace. Il est d'origine Micmac.

## Carrière
Chad Denny joue durant quatre saisons avec les Maineiacs de Lewiston de la Ligue de hockey junior majeur du Québec où il attire l'attention des recruteurs de la Ligue nationale de hockey, principalement ceux des Thrashers d'Atlanta qui font de lui leur choix de deuxième ronde lors du repêchage de 2005. Il participe avec l'équipe LHJMQ au Défi ADT Canada-Russie en 2005 et 2006.
Il commence sa carrière professionnelle en 2007, alors qu'il rejoint le club affilié aux Thrashers dans l'East Coast Hockey League, les Gladiators de Gwinnett. Il dispute également quelques matchs avec leur club affilié dans la Ligue américaine de hockey, les Wolves de Chicago.
Au début de la saison 2010-2011, il dispute quelques matchs avec les Grizzlies de l'Utah avant de se joindre la saison suivante aux Reds de l'Université du Nouveau-Brunswick.
Le 17 juin 2013, il signe un contrat avec les 3L de Rivière-du-Loup de la Ligue nord-américaine de hockey.

## Statistiques
| Saison    | Équipe                                    | Ligue          |    | Saison régulière | Saison régulière | Saison régulière | Saison régulière | Saison régulière |    | Séries éliminatoires | Séries éliminatoires | Séries éliminatoires | Séries éliminatoires | Séries éliminatoires |
| Saison    | Équipe                                    | Ligue          | PJ | B                | A                | Pts              | Pun              | PJ               | B  | A                    | Pts                  | Pun                  |                      |                      |
| 2003-2004 | Maineiacs de Lewiston                     | LHJMQ          | 41 | 3                | 6                | 9                | 19               | 7                | 0  | 0                    | 0                    | 11                   |                      |                      |
| 2004-2005 | Maineiacs de Lewiston                     | LHJMQ          | 53 | 8                | 18               | 26               | 98               | 8                | 2  | 2                    | 4                    | 14                   |                      |                      |
| 2005-2006 | Maineiacs de Lewiston                     | LHJMQ          | 62 | 19               | 28               | 47               | 150              | 6                | 0  | 3                    | 3                    | 10                   |                      |                      |
| 2006-2007 | Maineiacs de Lewiston                     | LHJMQ          | 59 | 17               | 48               | 65               | 89               | 17               | 10 | 9                    | 19                   | 32                   |                      |                      |
| 2007      | Maineiacs de Lewiston                     | Coupe Memorial | -  | -                | -                | -                | -                | 4                | 0  | 0                    | 0                    | 4                    |                      |                      |
| 2007-2008 | Gladiators de Gwinnett                    | ECHL           | 48 | 7                | 6                | 13               | 48               | 8                | 0  | 0                    | 0                    | 12                   |                      |                      |
| 2007-2008 | Wolves de Chicago                         | LAH            | 11 | 2                | 4                | 6                | 19               | -                | -  | -                    | -                    | -                    |                      |                      |
| 2008-2009 | Gladiators de Gwinnett                    | ECHL           | 2  | 1                | 0                | 1                | 2                | -                | -  | -                    | -                    | -                    |                      |                      |
| 2008-2009 | Wolves de Chicago                         | LAH            | 40 | 4                | 6                | 10               | 24               | -                | -  | -                    | -                    | -                    |                      |                      |
| 2009-2010 | Gladiators de Gwinnett                    | ECHL           | 56 | 9                | 15               | 24               | 51               | -                | -  | -                    | -                    | -                    |                      |                      |
| 2010-2011 | Grizzlies de l'Utah                       | ECHL           | 5  | 0                | 0                | 0                | 23               | -                | -  | -                    | -                    | -                    |                      |                      |
| 2011-2012 | Reds de l'Université du Nouveau-Brunswick | SUA            | 8  | 1                | 0                | 1                | 6                |                  |    |                      |                      |                      |                      |                      |
| 2012-2013 | Reds de l'Université du Nouveau-Brunswick | SUA            | 19 | 2                | 3                | 5                | 56               | 2                | 0  | 0                    | 0                    | 15                   |                      |                      |
| 2013-2014 | 3L de Rivière-du-Loup                     | LNAH           | 20 | 6                | 2                | 8                | 20               | 2                | 1  | 0                    | 1                    | 0                    |                      |                      |
| 2014-2015 | Caribous de Clarenville                   | NLSHL          | 14 | 5                | 8                | 13               | 14               | 4                | 0  | 1                    | 1                    | 21                   |                      |                      |
| 2015-2016 | Hawks d'Elsipogtog                        | NESHL          | 18 | 9                | 19               | 28               | 60               | 6                | 4  | 2                    | 6                    | 8                    |                      |                      |
| 2016-2017 | Hawks d'Elsipogtog                        | NESHL          | 12 | 5                | 6                | 11               | 49               | 6                | 2  | 1                    | 6                    | 16                   |                      |                      |
| 2017-2018 | Dynamo de Kedgwick                        | CRL            | 15 | 5                | 6                | 11               | 6                | -                | -  | -                    | -                    | -                    |                      |                      |

## Trophées et récompenses
- Ligue de hockey junior majeur du Québec
  - 2006-2007 : remporte la Coupe du président et participe à la Coupe Memorial avec les Maineiacs de Lewiston
- Sport universitaire de l'Atlantique
  - 2011-2012 : remporte le championnat des séries avec les Reds de l'Université du Nouveau-Brunswick.
  - 2012-2013 : remporte le championnat des séries avec les Reds de l'Université du Nouveau-Brunswick.